# PowerBook 100
PowerBook 100 là một thiết bị subnotebook di động được thiết kế và sản xuất bởi Sony cho Apple Computer, được giới thiệu lần đầu tại triển lãm máy tính COMDEX ở Las Vegas, Nevada vào ngày 21 tháng 10 năm 1991. Với mức giá 2.500 USD và ổ đĩa mềm gắn ngoài, PowerBook 100 là một trong ba model cấp thấp của dòng PowerBook được phát hành đồng thời. CPU và tốc độ tổng thể của thiết bị này gần giống với CPU tiền nhiệm của PowerBook 100, Macintosh Portable. PowerBook 100 có bộ xử lý Motorola 68000 ở 16 MHz, RAM từ 2 đến 8 MB, màn hình LCD đơn sắc 9 inch (23 cm) với độ phân giải 640 x 400 pixel và hệ điều hành System 7.0.1. Không có ổ đĩa mềm tích hợp, thiết bị được thiết kế nhỏ gọn và độc đáo với một thiết bị trỏ bi xoay ở phía trước bàn phím để dễ sử dụng. PowerBook 100 được coi là một trong những sản phẩm tiên phong trong việc phát triển máy tính xách tay di động và là sự kế thừa của Macintosh Portable về mặt thiết kế và tính năng. Mặc dù không phải là một sản phẩm thành công nhất của Apple, PowerBook 100 vẫn là một phần quan trọng của lịch sử máy tính xách tay và đóng vai trò quan trọng trong sự phát triển của dòng sản phẩm PowerBook của Apple.
Vào năm 1990, CEO của Apple - John Sculley đã bắt đầu dự án PowerBook và phân bổ 1 triệu đô la cho hoạt động tiếp thị. Mặc dù ngân sách tiếp thị nhỏ, dòng PowerBook mới này đã đem lại thành công vang dội, tạo ra doanh thu hơn 1 tỷ USD cho Apple trong năm đầu tiên. Sony đã thiết kế và sản xuất PowerBook 100 với sự hợp tác của Apple Industrial Design Group, nhóm thiết kế nội bộ của Apple. Tuy nhiên, sản phẩm này đã bị ngừng sản xuất vào ngày 3 tháng 2 năm 1992 và được thay thế bằng dòng PowerBook 145 và PowerBook Duo.